# Pečovatelská služba
Pečovatelská služba je typ sociální služby, ošetřovatelská péče, poskytovaná „lidem společensky znevýhodněným, a to s cílem zlepšit kvalitu jejich života, případně je v maximální možné míře do společnosti začlenit, nebo společensky chránit před riziky, jejichž jsou tito lidé nositeli.“

## Legislativní rámec
Pečovatelská služba svým charakterem spadá do oblasti poskytování sociálních služeb, které se řídí především zákonem č. 108/2006 Sb., o sociálních službách a vyhláškou Ministerstva práce a sociálních věcí č. 505/2006 Sb., kterou se provádějí některá ustanovení zákona o sociálních službách.

## Definice
„Pečovatelská služba je terénní nebo ambulantní služba, poskytovaná osobám, které mají sníženou soběstačnost z důvodů věku, chronického onemocnění nebo zdravotního postižení, a rodinám s dětmi, jejichž situace vyžaduje pomoc jiné fyzické osoby. Služba poskytuje ve vymezeném čase v domácnostech osob a v zařízeních sociálních služeb vyjmenované úkony.“
Terénní pečovatelská služba je blízká termínu domácí péče. Domácí péči však mohou také poskytovat příbuzní hendikepované osoby, takže nejde o úplná synonyma.

## Novodobá historie pečovatelské služby v ČR
Vznik samostatného Československa v roce 1918 znamenal důležitou změnu v budování systému sociální péče. Nový stát nebyl v lehké situaci. V důsledku 1. světové války zde byla široká skupina lidí, zahrnující válečné veterány, invalidy, vdovy a další nemajetné, nezaměstnané a často i nemocné občany. Bylo potřeba provést reorganizaci výroby, zajistit dovoz potravinami a vypořádat se nejen s deflační krizí, ale po roce 1930 i s dopady celosvětové hospodářské krize. Tato situace si vyžádala systematické budování sociální péče. Odpovědnost za její zajištění na sebe od počátku vzaly veřejnoprávní instituce doplněné některými soukromými a církevními iniciativami. V této době také vzniklo ministerstvo sociální péče a nová legislativa v této oblasti.
Přelomem v poskytování terénní péče a pečovatelské služby bylo založení Československého červeného kříže v roce 1919, kdy pod vedením jeho nové předsedkyně Alice Masarykové vzniká také nový koncept pečovatelské služby. Současně se rozvíjí i vzdělávání v těchto oblastech. Od roku 1916 fungovala ošetřovatelská škola. Zpočátku šlo o desetitýdenní kurz, později roční studium na Ženské vyšší škole pro sociální práci. Toto studium bylo později rozšířeno na dva roky a škola přejmenována na Vyšší školu sociální péče. Nakonec převzala úlohu vzdělávání v sociálně zdravotní oblasti Masarykova státní škola zdravotní a sociální péče v Praze. Střední sociální školy pak byly zakládány od roku 1926. Tento velice úspěšný rozvoj ukončila až 2. světová válka, kdy byl v roce 1940 Československý kříž rozpuštěn a jeho majetek zabaven.
Po komunistickém převratu došlo k rozsáhlým změnám v celé společnosti. Stát převzal ze Sovětského svazu model centrálního plánování a aplikoval ho i na oblast sociální politiky. Od vyvlastnění výrobních prostředků se očekávalo, že bude odstraněna nezaměstnanost a chudoba. Sociální problémy tak často byly chápány pouze jako přežitky kapitalismu. V roce 1952 převzala pečovatelskou službu státní zdravotní správa a omezila ji hlavně na péči o osamělé nemocné občany. Československý červený kříž byl začleněn do Národní fronty a sociální péče byla vnímána jako okrajová redukovaná převážně na poskytování sociálních dávek. V 70. letech bylo zabezpečení sociální péče převedeno do rezortu ministerstva práce a sociálních věcí. Pečovatelskou službu vykonávaly jak dobrovolné pečovatelky tak i z povolání. Služba byla zaměřena na základní sanitární a hygienickou péči, úklid domácnosti, praní prádla, nákupy a nošení jídla. Bylo započato s výstavbou více než 130 domů s pečovatelskou službou. V 80. letech komunistický režim uznal potřebu řešit sociální otázky a začínají fungovat první sociálně právní školy. V tomto období vznikají i tzv. domovinky pro seniory, o které pečovala rodina, jejíž členové však chodili do zaměstnání. Na konci roku 1980 bylo vybudováno více než 280 domů s pečovatelskou službou. Důraz byl kladen i na povinné kvalifikační vzdělání pečovatelek. Pečovatelská služba zaznamenala v 80. letech nebývalý rozvoj, což dokumentuje nárůst počtu jejích příjemců v jednotlivých letech.
| Rok  | Počet příjemců pečovatelské služby |
| ---- | ---------------------------------- |
| 1965 | 2 054                              |
| 1970 | 11 946                             |
| 1975 | 23 674                             |
| 1980 | 38 649                             |

Po sametové revoluci došlo k rychlému návratu ke vzdělávání v sociálních službách jak na středoškolské, tak i vysokoškolské úrovni. Byla založena Asociace vzdělavatelů v sociální práci. V roce 1991 byla založena Asociace pro ústavní sociální péči, která se později transformovala na Asociaci poskytovatelů sociálních služeb České republiky. Pečovatelská služba se stává nejrozšířenějším druhem terénní sociální služby a dochází k jejímu prudkému rozvoji. Po zrušení okresních úřadů v roce 2002 pečovatelské služby mění často svého zřizovatele a přechází do působnosti krajů a obcí. Zcela novou epochu však přinesl až vznik zcela nového zákona o sociálních službách, který nabyl účinnosti dne 1. 1. 2007.

## Podmínky pro poskytování pečovatelské služby
Zákon o sociálních službách obsahuje jak výčet činností pečovatelské služby, tak i okruh jejích potenciálních uživatelů, kteří mají na tuto službu nárok. Podmínkou pro její provozování je registrace dle § 79 zákona o sociálních službách a pojištění pro případ odpovědnosti za škodu způsobenou při poskytování sociálních služeb. Poskytovatel, který obdržel rozhodnutí o registraci je zařazen do registru sociálních služeb, který vede příslušný krajský úřad.

## Základní úkony
V § 40 odst. 2 zákona o sociálních službách jsou v vymezeny jak základní činnosti, tak i okruh osob, jimž je tato služba určena:
- pomoc při běžných úkonech o vlastní osobu,
- pomoc při osobní hygieně,
- poskytnutí stravy, případně pomoc při jejím zajištění,
- pomoc v domácnosti,
- zajištění kontaktu se sociálním prostředím.

Společným účelem těchto činností je zvýšení kvality života uživatele služby, vyloučení rizika sociálního vyloučení a maximální snaha o zachování soběstačnosti s důrazem na udržení stávajícího životního stylu a pobytu v domácím prostředí.

## Základní koncept financování pečovatelské služby
Podobně jako u ostatních sociálních služeb je financování vícezdrojové a příjmy poskytovatele pak tvoří zejména:
- úhrada uživatelů za poskytované služby,
- dotace ze státního rozpočtu na zajištění poskytování sociální služby,
- účelové dotace obcí nebo krajů,
- prostředky z krajských, národních či evropských fondů a grantů,
- příspěvky zřizovatelů,
- příspěvky obcí,
- dary a
- vlastní příjmy.

Služba je tedy poskytována za úhradu s tím, že uživatel tuto službu obvykle hradí z důchodu a příspěvku na péči (§ 7 odst. 1 zákona o sociálních službách). Základním principem úhrady ze strany uživatele je, aby si osoba v nepříznivé životní situaci sama rozhodla o vhodné formě pomoci.

### Maximální výše úhrady za poskytnuté služby
Výše úhrady za poskytnutí pečovatelské služby: Služba je poskytována na základě smlouvy mezi jejím poskytovatelem a klientem. Uživatel následně hradí náklady za základní činnosti uvedené v této smlouvě, a to do maximální výše stanovené v § 6 vyhlášky č. 505/2006 Sb:
1) 130 Kč/hod (dle skutečně spotřebovaného času) za
- pomoc při zvládání běžných úkonů péče o vlastní osobu,
- pomoc při osobní hygieně nebo poskytnutí podmínek pro osobní hygienu,
- pomoc při přípravě jídla a pití,
- přípravu a podání jídla i pití a
- úklid, údržbu domácnosti, údržbu domácích spotřebičů, pomoc při zajištění velkého úklidu, donášku vody, topení v kamnech, běžné nákupy a pochůzky.

2) 170 Kč denně za poskytnutí celodenní stravy (minimálně 3 hlavní jídla).
3) 75 Kč za oběd.
4) 30 Kč za dovoz jídla.
5) 115 Kč za velký nákup (např. týdenní, nákup ošacení, vybavení domácnosti).
6) 70 Kč za kilogram prádla při praní a žehlení.
Některé služby nad rámec vymezených základních činností lze poskytovat a účtovat jako služby fakultativní. Za fakultativní činnost lze považovat například službu poskytovanou mimo předem stanovenou dobu, doprovod na vycházky, krmení domácího mazlíčka atd.

### Bezplatné pečovatelské služby
Pečovatelské služby jsou poskytovány dle § 75 odst. 2 zákona o sociálních službách bezplatně v těchto případech:
- rodinám, kde se narodily 3 a více dětí současně a to do věku 4 let,
- účastníkům odboje,
- osobám, které jsou účastny rehabilitace dle zákona č. 119/1990 Sb.,
- osobám, které byly v táboře nucených prací nebo v pracovním útvaru, jestliže rozhodnutí o tomto zařazení bylo zrušeno podle § 17 odst. 1 zákona č. 87/1991 Sb. a
- pozůstalým manželům (manželkám) po osobách uvedených v předchozích třech bodech a starším 70 let; tato výjimka se nevztahuje na poskytování stravy.[2]

### Smlouva o poskytování sociální služby
Smlouva o poskytování sociální služby je institut, který zavedl zákon o sociálních službách. Smlouva vyjadřuje rovnocenný vztah zúčastněných stran, vyjadřuje individuální přístup a zároveň musí splňovat požadavky standardu kvality (SQ č. 4), který ukládá poskytovateli postupovat při uzavírání smlouvy o poskytování sociální služby tak, aby osoba rozuměla obsahu a účelu smlouvy. Poskytovatel sjednává s osobou rozsah a průběh poskytování sociální služby s ohledem na osobní cíl závislý na možnostech, schopnostech a přání osoby.
Dle § 91 zákona o sociálních službách musí být smlouva uzavřena v písemné formě a obsahovat tyto náležitosti:
- označení smluvních stran,
- druh označení sociální služby (v našem případě "pečovatelská služba"),
- rozsah poskytování sociální služby,
- místo a čas poskytování sociální služby,
- výši úhrady za sociální služby sjednanou v rámci výše úhrady stanovené v § 73 až 77 zákona o sociálních službách a způsob jejího placení,
- ujednání o dodržování vnitřních pravidel stanovených poskytovatelem pro poskytování sociální služby,
- výpovědní důvody a výpovědní lhůty a
- doba platnosti smlouvy.[9][2]

## Standardy kvality (SQ)
SQ je souborem kritérií, kterým je definována úroveň kvality poskytování sociálních služeb nejen v oblasti materiální, personální, ale též ve vztahu mezi poskytovatelem a uživatelem sociální služby. Stát jako garant sociální péče tak vytvořil mechanismus, který kontroluje to, zda je v praxi úmysl zákonodárce správně realizován a zároveň slouží i jako důležitý zdroj informací, jejichž cílem je pomoci poskytovateli služby vytvořit takové podmínky, které odpovídají běžným evropským standardům a respektují lidská a občanská práva.
Poskytovatel sociální služby je povinen vypracovat a dodržovat standardy kvality, jejichž kritéria jsou obsahem přílohy č. 2 vyhlášky č. 505/2006 Sb. Standardů je celkem 15 a rozdělují se na procedurální (1 – 8), ekonomické (9 – 10) a provozní (11 – 15).
1. Cíle a způsoby poskytování sociálních služeb
2. Ochrana práv osob
3. Jednání se zájemcem o sociální služby
4. Smlouva o poskytování sociální služby
5. Individuální plánování o průběhu sociální služby
6. Dokumentace o poskytování sociální služby
7. Stížnosti na kvalitu nebo způsob poskytování sociální služby
8. Návaznost poskytované sociální služby na další dostupné zdroje
9. Personální a organizační zajištění sociální služby
10. Profesní rozvoj zaměstnanců
11. místní a časová dostupnost poskytované sociální služby
12. Informovanost o poskytované sociální službě
13. Prostředí a podmínky
14. Nouzové a havarijní situace
15. Zvyšování kvality sociální služby[10]

## Systém poskytování pečovatelské služby v České republice

### Nejčastějšími subjekty, zajišťujícími tuto službu jsou

#### Obec
- je sama registrovaným poskytovatelem,
- je zřizovatelem příspěvkové organizace,
- je zřizovatelem právnické osoby,
- zadává poskytování služby jiným registrovaným poskytovatelům nebo
- finančně podporuje na území obce vice registrovaných poskytovatelů[5]

#### Kraj
Politické změny v ČR (zrušení okresních úřadů) zapříčinily, že se poskytovatelé pečovatelských služeb ocitly v gesci krajů.

#### Evidované právnické osoby
Církevní organizace bývají zkušenými poskytovateli pečovatelské služby s možností navázat na letité zkušenosti svých předchůdců. Zpravidla se jedná o velké subjekty nabízející i škálu dalších služeb jako je ošetřovatelská péče, domácí hospicová péče a další služby zdravotnického charakteru. Tyto služby jsou obohaceny o duchovní podporu uživatelů.

#### Nestátní neziskové organizace
Jedná se především o obecně prospěšné společnosti a spolky. Motivem u těchto poskytovatelů bývá především filantropie a touha po rozvoji služeb. Jejich situace je těžší v tom, že nemají žádného zřizovatele, který by jim pomohl překlenout eventuální finanční potíže. NNO proto bývají často malé dynamické společnosti s dobrými kompetencemi v oblasti marketingu.

#### Fyzické osoby
Zatím se jedná spíše o výjimky. Vzhledem k tomu, že jde zpravidla o malé poskytovatele, mají větší problémy s naplňováním všech zákonných povinností. To bývá i důvodem, který fyzické osoby od poskytování pečovatelské služby odrazuje.

### Pečovatelská služba na území více obcí
Přestože je pečovatelská služba nejrozšířenější sociální službou, ukazuje se, že její největší slabinou často bývá právě dostupnost. Ta je problémem zejména ve venkovských lokalitách, kde v mnohých obcích pečovatelská služba vůbec neexistuje, protože je finančně i organizačně výhodnější ji poskytovat ve větších městech. Řešením se proto ukázalo tyto menší lokality pokrýt větším poskytovatelem, který službu nabízí ve větším městě. Na stejném území se může potkat i více poskytovatelů, kteří se ve svých nabídkách doplní. Důležitou podmínkou je i participace obcí na financování těchto služeb na jejich území. Řešení do budoucna se jeví "podnikání v sociálních službách", kdy prostřednictvím fakultativních služeb bude generován zisk sloužící poskytovateli služby k dalšímu rozvoji a expanzi.

### Poskytování pečovatelské služby v kombinaci s domácí ošetřovatelskou péčí
Jedná se o osvědčený a vyhledávaný model péče, neboť mnoho uživatelů je indikováno k ošetřovatelským úkonům i zároveň využívá i nabídku pečovatelské služby. Uživatel v takovém případě nemusí být často kvůli banálním ošetřovatelským zákrokům hospitalizován a vytrhován tak z domácího prostředí. Překážkou této kombinace bývá neuzavření smluv na domácí ošetřovatelskou péči ze strany zdravotních pojišťoven.